# هاوسلی استیونسون
هاوسلی استیونسون (انگلیسی: Houseley Stevenson; ۳۰ ژوئیهٔ ۱۸۷۹ – ۶ اوت ۱۹۵۳) بازیگر اهل ایالات متحده آمریکا بود.
از فیلم‌ها یا برنامه‌های تلویزیونی که وی در آن نقش داشته‌است می‌توان به به همان جوانی که حس می‌کنی، تمام مردان شاه، تفنگدار، یک سالگی، گذرگاه تاریک، روح و خانم مویر، فرشته سپید، ژاندارک، و شاین اشاره کرد.